# Estación Coronel Maldonado
Coronel Maldonado era una estación de ferrocarril ubicada en la ciudad de Bahía Blanca, Provincia de Buenos Aires, Argentina.
La estación fue demolida. Se trataba de una construcción de madera y chapa, muy cercana a la ciudad y habilitada para pasajeros. Fue construida por el Ferrocarril Buenos Aires al Pacífico en el año 1908.

## Servicios
Pertenece al Ferrocarril General Roca en su ramal entre Darregueira hasta Bahía Blanca.
No presta servicios de pasajeros desde 1978, sin embargo por sus vías corren trenes de carga, a cargo de la empresa Ferroexpreso Pampeano.

## Toponimia
Lleva el nombre del Coronel Salvador Maldonado que toma parte en la batalla de Pavón, y después en la Guerra del Paraguay donde fue ascendido a coronel, además en la campaña con el caudillo López Jordan y en las guerras de frontera, falleciendo en 1891.